# Slammiversary XI
Slammiversary XI è stata la undicesima edizione del pay-per-view prodotto dalla Total Nonstop Action Wrestling. L'evento ha avuto luogo il 2 giugno 2013 presso la Agganis Arena di Boston, nel Massachusetts.
In questa edizione di Slammiversary è stata data la notizia dell'introduzione nella TNA Hall of Fame di Kurt Angle che verrà introdotto al successivo Bound for Glory.

## Risultati
La faida in corso tra Devon e Joseph Park vide in questo evento la sfida per il TNA Television Championship dove, dopo un intervento degli Aces & Eights si vide il primo incontro tra i due interrotto per countout e la ripetizione dello stesso.
Per affrontare il nuovo match contro Devon, Park riprese il suo classico ring name Abyss e vinse il titolo.
| # | Match | Stipulazioni | Durata |
| - | --- | --- | ------ |
| 1 | Chris Sabin ha sconfitto Suicide e Kenny King (c) | Ultimate X match per il titolo TNA X Division Championship                                                                                                | 15:25  |
| 2 | Magnus, Samoa Joe e Jeff Hardy hanno sconfitto Aces & Eights (Wes Brisco, Garett Bischoff e Mr. Anderson)                                             | Six-man tag team match | 10:08  |
| 3 | Jay Bradley ha sconfitto Sam Shaw | Single match per il posto nel Bound for Glory Series | 04:57  |
| 4 | Devon (c) (con Knux) ha sconfitto Joseph Park per countout                                                                                            | Single match per il TNA Television Championship | 00:10  |
| 5 | Abyss ha sconfitto Devon (c) (con Knux) | Single match per il TNA Television Championship | 04:50  |
| 6 | Gunner e James Storm hanno sconfitto Bobby Roode e Austin Aries, Bad Influence (Christopher Daniels e Kazarian e Chavo Guerrero e Shawn Hernandez (c) | Four-Way Tag Team Elimination match per il TNA World Tag Team Championship                                                                                | 16:43  |
| 7 | Taryn Terrell ha sconfitto Gail Kim | Last Knockout Standing match | 09:21  |
| 8 | Kurt Angle ha sconfitto AJ Styles | Single match | 15:45  |
| 9 | Bully Ray (c) ha sconfitto Sting | No Holds Barred match per il TNA World Heavyweight Championship Perdendo Sting non ha più potuto lottare per il titolo TNA World Heavyweight Championship | 14:23  |

### Four-way elimination tag team match
| 1          | Bad Influence (Christopher Daniels e Kazarian) | Squalificati dopo che Daniels afferrò la cintura dei campioni di coppia e la scagliò contro Guerrero | 11:09                |                      |                      |
| 2          | Chavo Guerrero e Hernandez (c)                 | Aries                                                                                                | 11:31                |                      |                      |
| 3          | Austin Aries e Bobby Roode                     | Gunner                                                                                               | 16:43                |                      |                      |
| Vincitori: | James Storm e Gunner                           | James Storm e Gunner                                                                                 | James Storm e Gunner | James Storm e Gunner | James Storm e Gunner |